# CL-327 Guardian
CL-327 Guardian — многоцелевой БПЛА (беспилотный вертолёт). CL — 327 представляет собой усовершенствованную версию в CL — 227, дрон пошёл в серию в октябре 1996 года. Поставки ВМС США начаты в 1998 году. На аппарате установлены комбинированные ИК/оптические сенсоры, системы активной РТР, и РЛС с SAR, оснащён газотурбинным двигателем Williams International WTS-125.

## ЛТХ
- Высота, м 1.84
- Диаметр винта, м 4.00
- Масса, кг
  - пустого 150
  - максимальная взлётная 350
- Тип двигателя 1 ГРД Williams International WTS117-5 (WTS-125)
- Мощность, л.с. 1 х 100 (125)
- Максимальная скорость, км/ч 157
- Крейсерская скорость, км/ч 139
- Минимальная скорость, км/ч 93
- Продолжительность полёта, ч.мин
  - максимальная 6.15
  - при патрулировании 100 км зоны 4.45
- Радиус действия, км 200
- Скороподъёмность, м/мин 457
- Практический потолок, м 5500
- Полезная нагрузка, кг до 100 кг (обычно не больше 50) различного оборудования